# 平賀 (印西市)
平賀（ひらか）は、千葉県印西市の大字。郵便番号270-1605。

## 地理
北は山平二区、山平一区、東から南は平賀干拓、西は山田干拓一区、北西は山田に隣接している。地内に平賀学園台と隣接している。

## 世帯数と人口
2017年（平成29年）10月31日現在の世帯数と人口は以下の通りである。
| 大字 | 世帯数  | 人口  |
| ---- | ------- | ----- |
| 平賀 | 527世帯 | 991人 |

## 小・中学校の学区
市立小・中学校に通う場合、学区は以下の通りとなる。
| 番地 | 小学校             | 中学校             |
| ---- | ------------------ | ------------------ |
| 全域 | 印西市立平賀小学校 | 印西市立印旛中学校 |

## 施設
- 印西市役所平賀出張所
- 印西市立平賀小学校
- 千葉県立印旛特別支援学校
- 台集会所
- 不動堂集会所
- 平賀角崎機場
- 来福寺
- 宗像神社
- 八坂神社

## 交通

### バス
- ちばグリーンバス[5]
  - JR酒々井駅 ～ 学園台[6]
    - （酒々井町中川） - 順天堂大学 - Dr.Kクリニック - 仲の台 - 学園台 - （平賀学園台）

  - 京成酒々井駅 ～ 印旛日本医大駅 [6]
    - （酒々井町中川） - 順天堂大学 - 仲の台 - 学園台 - 学園台入口 - 平賀連絡所 - （山田）